# Ozero Uklejno
Ozero Uklejno (ryska: Озеро Уклейно) är en sjö i Belarus.   Den ligger i voblasten Vitsebsks voblast, i den norra delen av landet, 220 km nordost om huvudstaden Minsk. Ozero Uklejno ligger 136 meter över havet. Arean är 0,24 kvadratkilometer. Den sträcker sig 0,9 kilometer i nord-sydlig riktning, och 0,6 kilometer i öst-västlig riktning.
I omgivningarna runt Ozero Uklejno växer i huvudsak blandskog. Runt Ozero Uklejno är det ganska tätbefolkat, med 72 invånare per kvadratkilometer.